# Lake Aluma, Oklahoma
Lake Aluma, Oklahoma (енгл. Lake Aluma) град је у америчкој савезној држави Оклахома.

## Демографија
По попису из 2010. године број становника је 88, што је 9 (-9,3%) становника мање него 2000. године.
| Група             | 2000.      | 2010.      |
| Белци             | 90 (92,8%) | 75 (85,2%) |
| Афроамериканци    | 0 (0,0%)   | 0 (0,0%)   |
| Азијати           | 3 (3,1%)   | 3 (3,4%)   |
| Хиспаноамериканци | 1 (1,0%)   | 8 (9,1%)   |
| Укупно            | 97         | 88         |